# Щербаков, Сергей Фёдорович
Сергей Фёдорович Щербаков (21 июня 1954 года, г. Ленинск-Кузнецкий Кемеровской области, РСФСР, СССР, — 9 января 2024 года, г. Междуреченск Кемеровской области, Российская Федерация) — советский и российский государственный деятель. Глава Междуреченска с 1991 по 2010 годы.

## Биография
Родился 21 июня 1954 года в городе Ленинск-Кузнецкий Кемеровской области в семье шахтера. Отец — Федор Минович Щербаков, мать — Зоя Григорьевна Щербакова. В этом же году семья переехала в город Междуреченск.
В 1971 году сразу после школы поступил в Сибирский металлургический институт, по окончании получил специальность горного инженера.
Учебу в ВУЗе совмещал с трудовой деятельностью: работал на шахте имени В. И. Ленина. С 1973 года — на разрезе «Красногорский», где прошел путь от горнорабочего до заместителя начальника участка.
В 1980 году был выдвинут на комсомольскую работу и избран сначала на должность второго, а затем первого секретаря городского комитета ВЛКСМ.
С 1982 по 1987 год работал в должности секретаря Кемеровского обкома ВЛКСМ по рабочей молодежи, затем инструктором Кемеровского обкома КПСС. За это время окончил Высшую партийную школу.
В феврале 1987 года избран на должность второго секретаря Междуреченского горкома КПСС.
Летом 1989 года принимал участие в урегулировании забастовки шахтеров в Междуреченске.
Осенью 1989 года на альтернативной основе избран первым секретарем Междуреченского горкома КПСС, а в октябре 1990 года — председателем городского Совета и исполнительного комитета.
В декабре 1991 года назначен на должность главы Администрации города Междуреченска.
22 апреля 1997 года избран на пост главы города, за него проголосовало 77 % избирателей.
В 2001 году при поддержке 80 % избирателей и 2006 году при поддержке 87,5 % избирателей вновь стал главой города.
Умер 9 января 2024 года.

## Семья и личная жизнь
Кандидат в мастера спорта по боксу и кандидат в мастера спорта по горному туризму.
Был женат, трое детей.

## Достижения
- Орден «Орден Святого благоверного князя Даниила Московского III степени»
- Медаль ордена «За заслуги перед Отечеством» II степени
- Медаль «За особый вклад в развитие Кузбасса» I, III, степени
- Орден «Знак Почёта»
- Орден «Доблесть Кузбасса»
- Медаль «За служение Кузбассу»
- Медаль «200 лет МВД России»
- Медаль «В память 200-летия Минюста России»
- Полный кавалер знака «Шахтёрская слава»
- Почетный гражданин города Междуреченска